# Metrodóros z Lampsaku (starší)
Metrodóros z Lampsaku (řec. Μητρόδωρος ο Λαμψακηνός, Mētrodōros o Lampsakēnos; 5. století př. n. l.) byl starořecký filozof, žák Anaxagora, vykladač Homéra.

## Život a názory
O Metrodórově životě a díle je málo zpráv. Jeho život se klade do 5. století př. n. l. Pocházel ze starobylého řeckého přístavního města Lampsakos (sever nynějšího Turecka na břehu Hellespontu). Byl žákem Anaxagora z Klazomen.
Platon se v dialogu Ión zmiňuje o tom, že Metrodóros uměl povědět mnoho krásných myšlenek o Homérovi. Podle Diogena Laertia se zabýval Homérem z přírodně filozofického hlediska. Další starověká zpráva uvádí, že Metrodóros ve spise o Homérovi převáděl vše na alegorii.
Někteří badatelé jsou toho názoru, že byl pravděpodobně původcem nebo šiřitelem alegorického výkladu, že Agamemnón je aithér, Achilleus slunce, Helena země, Alexandros (Paris) vzduch, Hektór měsíc. Snad byl hlasatelem i tzv. antropologické alegoreze, podle které je společenství bohů obrazem lidského těla (Démétér = játra, Dionýsos = slezina, Apollón = žluč).